# 利安·布魯迪
利安·布魯迪（英語：Liam Broady；1994年1月4日—）是一位英國網球運動員。他在2010年贏得溫網男子雙打少年組的冠軍。2012年，他又獲得澳網男子雙打少年組的冠軍。

## 外部連結
- 布魯迪（英文/西班牙文）的官方資料
- 布魯迪的官方資料（英文）